# NCAA Division I Men’s Tennis Championships 1995
Die NCAA Division I Men’s Tennis Championships 1995 waren das Turnier, bei welchem die Herrenmeister der Saison 1994/95 im US-amerikanischen College Tennis ermittelt wurden. Gespielt wurde vom 13. bis zum 21. Mai in Athens, Georgia auf dem Campus der University of Georgia.

## Mannschaftsmeisterschaften
| Nr. | Spieler    | Erreichte Runde |
| --- | ---------- | --------------- |
| 01. | Stanford   | Sieg            |
| 02. | Georgia    | Halbfinale      |
| 03. | Pepperdine | Viertelfinale   |
| 04. | UCLA       | Halbfinale      |

## Einzel
| Nr. | Spieler           | Erreichte Runde |
| --- | ----------------- | --------------- |
| 1.  | Sargis Sargsian   | Sieg            |
| 2.  | Mahesh Bhupathi   | 2. Runde        |
| 3.  | Chad Clark        | Achtelfinale    |
| 4.  | Jeff Salzenstein  | Halbfinale      |
| 5.  | Paul Robinson     | 2. Runde        |
| 6.  | Brett Hansen-Dent | Finale          |
| 7.  | Scott Humphries   | 2. Runde        |
| 8.  | David Caldwell    | Viertelfinale   |

| Nr.    | Spieler            | Erreichte Runde |
| ------ | ------------------ | --------------- |
| 9.–16. | Gerd Albiez        | 1. Runde        |
| 9.–16. | Steven Baldas      | 1. Runde        |
| 9.–16. | Michael Hill       | Viertelfinale   |
| 9.–16. | Srđan Muškatirović | Achtelfinale    |
| 9.–16. | Laurent Orsini     | Achtelfinale    |
| 9.–16. | Trey Phillips      | 1. Runde        |
| 9.–16. | Chris Pressley     | Viertelfinale   |
| 9.–16. | Mike Sell          | Achtelfinale    |

## Doppel
| Nr. | Paarung                        | Erreichte Runde |
| --- | ------------------------------ | --------------- |
| 1.  | Paul Robinson David Roditi     | Viertelfinale   |
| 2.  | Paul Goldstein Scott Humphries | Halbfinale      |
| 3.  | Mahesh Bhupathi Ali Hamadeh    | Sieg            |
| 4.  | Steven Baldas Jay Laschinger   | Viertelfinale   |

| Nr.   | Paarung                         | Erreichte Runde |
| ----- | ------------------------------- | --------------- |
| 5.–8. | Paul Rosner Vaughan Snyman      | 1. Runde        |
| 5.–8. | Peter Ayers Rob Chess           | Viertelfinale   |
| 5.–8. | Gil Kovalski Srđan Muškatirović | 1. Runde        |
| 5.–8. | David Caldwell Brint Morrow     | 1. Runde        |